# كفتة خربوط
كُفتة خربوط (بالتركية: Harput köftesi)‏ نشأت في مدينة خربوط شرق الأناضول (اسمها العربي معمورة العزيز وبالتركية إلازِغ). يُطهى بإضافة لحم البقر الهبر (قليل الدهن) والبرغل الناعم والقمح المتشقق والبيض ومعجون الطماطم والملح والبهارات والبقدونس والريحان.